# Clarkcomanthus comanthipinna
Clarkcomanthus comanthipinna is een haarster uit de familie Comatulidae.
De wetenschappelijke naam van de soort werd in 1922 gepubliceerd door Torsten Gislén.